# Dcera (film)
Dcera je krátký český animovaný film z roku 2019 česko-ruské režisérky Darji Kaščejevové, který vznikl jako bakalářský absolventský snímek na Filmové a televizní fakultě Akademie múzických umění v Praze. Film beze slov ukazuje komplikovaný vztah dcery k otci. Je snímán pohyblivou kamerou, což je v loutkovém filmu unikátní a hodně pracné. Výroba filmu trvala asi rok a půl, Kaščejevová čtyři měsíce vyráběla kulisy a loutky. Při výrobě filmu se režisérka inspirovala hranými filmy, významně filmy natočenými podle manifestu Dogme 95. V českých kinech byl film uveden spolu s dalšími krátkými animovanými filmy Noctuelle a Betonová džungle v rámci projektu Trojhlas.

## Ocenění
Film byl oceněn Studentským Oscarem a získal dvě ceny na festivalu v Annecy (hlavní cenu v kategorii studentských filmů a cenu dětské poroty za nejlepší studentský film), cenu za nejlepší film na festivalu Fantoche ve Švýcarsku a hlavní cenu na MFF v Melbourne. Dne 16. prosince 2019 americká Akademie filmového umění a věd oznámila, že film postoupil do užšího výběru 10 vybraných snímků na Oscara v kategorii krátkých animovaných filmů, později byl přímo mezi pěti nominovanými na Oscara.
V lednu 2020 film získal cenu poroty za krátký film na Sundance Film Festival.
Na Cenách české filmové kritiky získal film cenu v kategorii Mimo kino.

## Hodnocení
Podle hodnocení českého filmového publicisty Vojtěcha Ryndy film „působí jako suverénní dílo s jasnou a unikátní vizí“.

### Recenze
- Rimsy, MovieZone.cz